# José María Gutiérrez de Estrada
José María Gutiérrez de Estrada (17 de octubre de 1800 - 1867) fue un diplomático y político mexicano (novohispano de nacimiento), nacido en San Francisco de Campeche cuando esta ciudad era aún parte de la Capitanía General de Yucatán y muerto en París, Francia. Fue uno de los primeros representantes en el extranjero que tuvo México como nación independiente tras la emancipación de la Nueva España, enviado a los países europeos por el presidente Guadalupe Victoria, siendo Lucas Alamán Secretario de Estado (Relaciones Exteriores), para establecer los vínculos iniciales de México con las naciones de aquel continente. Fue Secretario de Relaciones Interiores y Exteriores durante la presidencia de Antonio López de Santa Anna en 1835. Fue también Senador de la República por Yucatán. 
Encabezó el año de 1863 la comisión que ofreció en el castillo de Miramar a Maximiliano de Habsburgo el trono de México. Su hermano, Joaquín Gutiérrez de Estrada, también político conservador, fue gobernador de Yucatán.

## Juventud y formación
José María Gutiérrez fue parte de una familia yucateca acaudalada que le permitió recibir su educación formal en la Ciudad de México. Contaba con sólo 28 años de edad cuando el presidente Guadalupe Victoria decidió enviarlo a Europa en misión diplomática. Era en ese entonces parte del ministerio de Relaciones Exteriores encabezado por Lucas Alamán y llevó la delicada responsabilidad de entregar los pliegos en los que se planteaba el Tratado de Amistad, Comercio y Navegación entre la naciente república y el reino de los Países Bajos. Enfrentó durante su viaje problemas de salud que lo acosarían a lo largo de su vida y al regresar debió quedarse en Yucatán para sanar lo que le obligó a enviar por conducto del gobierno del estado los pliegos que traía firmados convenientemente. No fue sino un año después, en 1829, cuando pudo viajar a la capital mexicana y entregar su informe detallado al ministro en turno José María Bocanegra.
Fue en ese entonces cuando contrajo matrimonio con la hermana del conde de la Cortina, uniéndose familiarmente dos grandes fortunas. Este enlace acentuó las tendencias favorables a la monarquía que manifestó desde temprano Gutiérrez de Estrada y que le harían más adelante, con la evolución republicana de México, exiliarse en Europa y dedicarse a asuntos particulares.
Antes de eso, sin embargo, en 1831, fue elegido senador por el estado de Yucatán y como su candidatura provenía del Partido centralista Yucateco, fue acremente impugnada en el Congreso por los miembros del opuesto Partido Federalista, entre ellos muy particularmente Manuel Crescencio García Rejón. En 1833, fue incluido en la Ley del Caso la cual ordenaba el destierro a los opositores del régimen reformista de Valentín Gómez Farías.
Desarrolló también una cierta fama literaria por su talento para escribir, fama que fue promovida por las amistades que desarrolló en México y por su parentesco con el conde de la Cortina quien desempeñó importante papel en la vida cultural del México de la primera mitad del siglo XIX. Estas relaciones fueron de utilidad para que en 1835 el presidente Antonio López de Santa Anna lo designara Secretario de Relaciones Interiores y Exteriores, en substitución de Francisco María Lombardo, cargo que representó la cumbre de su carrera política.

## Vida diplomática
Al consumarse la independencia de México en 1821, la primera generación de políticos tuvo que hacer frente a la organización política de la nueva nación y debió también atender, de manera urgente, las relaciones internacionales. En este orden de ideas se iniciaron las negociaciones para que la nueva nación fuese reconocida por el mayor número de países europeos y americanos. 

"El primer problema ocurrió cuando España desconoce los Tratados de Córdoba y conserva todavía un último deseo: reconquistar su antigua colonia. Por su parte, Inglaterra y Francia encontraron en los conductos diplomáticos una forma para burlar la pretensión de reconquista mantenida por España. En 1822 se crea el Ministerio del Interior y del Exterior, el cargo de primer ministro recae en José Manuel de Herrera. Lo más urgente para el país era obtener el reconocimiento de las principales potencias europeas, así como estrechar lazos de amistad con la naciones hispanoamericanas. La razón fundamental era poner un dique al expansionismo  norteamericano. Antes de 1850, México consigue el reconocimiento de su Independencia por la mayoría de las naciones europeas: Inglaterra, Francia, Holanda, Portugal, Suiza, Estados de la Confederación Germánica, Bélgica, Dinamarca, Austria y Hungría. Las tres primeras décadas de nuestra vida independiente presentan graves y agudos problemas económicos y políticos. En este marco histórico se presentan dos opciones de reorganización política del Estado, que constituyen la dicotomía del siglo XIX mexicano: república o monarquía."

Buscó desde su posición consolidar las relaciones entre México y los países europeos. En ese entonces México sostenía relaciones diplomáticas sólo con un puñado de naciones: en América, con los Estados Unidos y el Perú; en Europa, con Inglaterra, Holanda, Francia y Prusia, además de la Santa Sede. Fijó como objetivo de su gestión establecer relaciones con España con miras a que esta nación reconociera al México independiente. También buscó establecer una relación con los países de Centroamérica que habían sido suspendidas por el envío de tropas mexicanas a Chiapas. El cambio de régimen constitucional de federativo a centralista hizo que José María Gutiérrez fuera reemplazado en su cargo y que tuviera que interrumpir prematuramente sus esfuerzos.
Viajó entonces a Europa por su cuenta y estando ahí, en Madrid fue designado embajador ante la Corona británica para que ésta se pronunciara en contra de la independencia de Texas y aplacará el apetito de los Estados Unidos por la anexión de la nueva república. Sin embargo, nunca asumió el cargo debido a los cambios frecuentes que se daban en el gobierno de México. Regresó al país en 1840 sólo para encontrarse con una nación entonces sumida en la anarquía y la desorganización.
Frente a esta realidad declinó la invitación que el presidente Anastasio Bustamante le hizo para que volviera a encabezar el ministerio de Relaciones Exteriores. Envió entonces una carta al Ejecutivo en la que expuso sus motivos y dejó ver claramente su desilusión hacia el régimen republicano, expresando su preferencia por la monarquía. El texto de su comunicado, que circuló en el ámbito político, provocó reacciones airadas en su contra principalmente por los defensores del liberalismo y de la república. Fue esta circunstancia la que lo hizo abandonar el país para siempre.

## Su actividad en favor de la monarquía

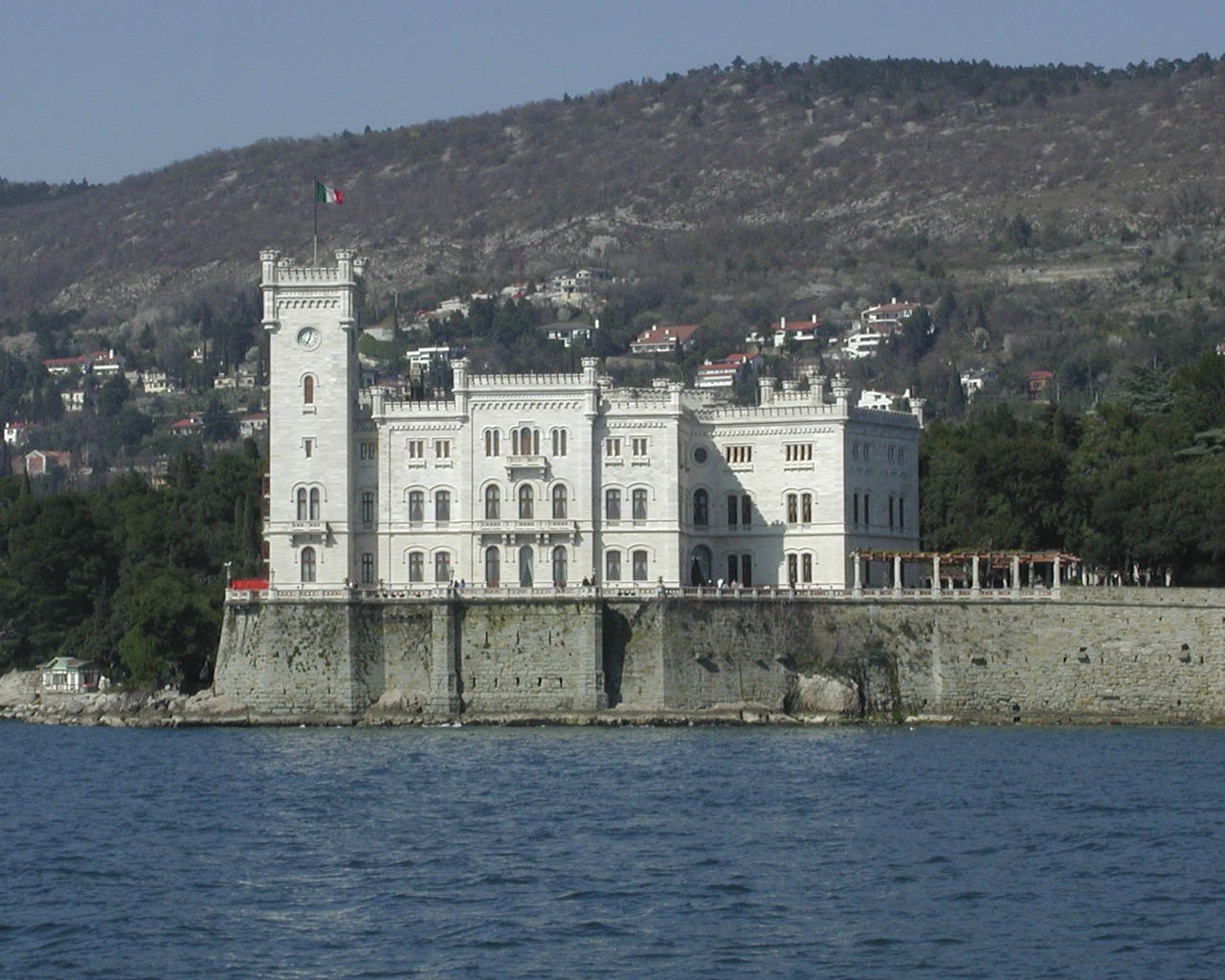
Castillo de Miramar.

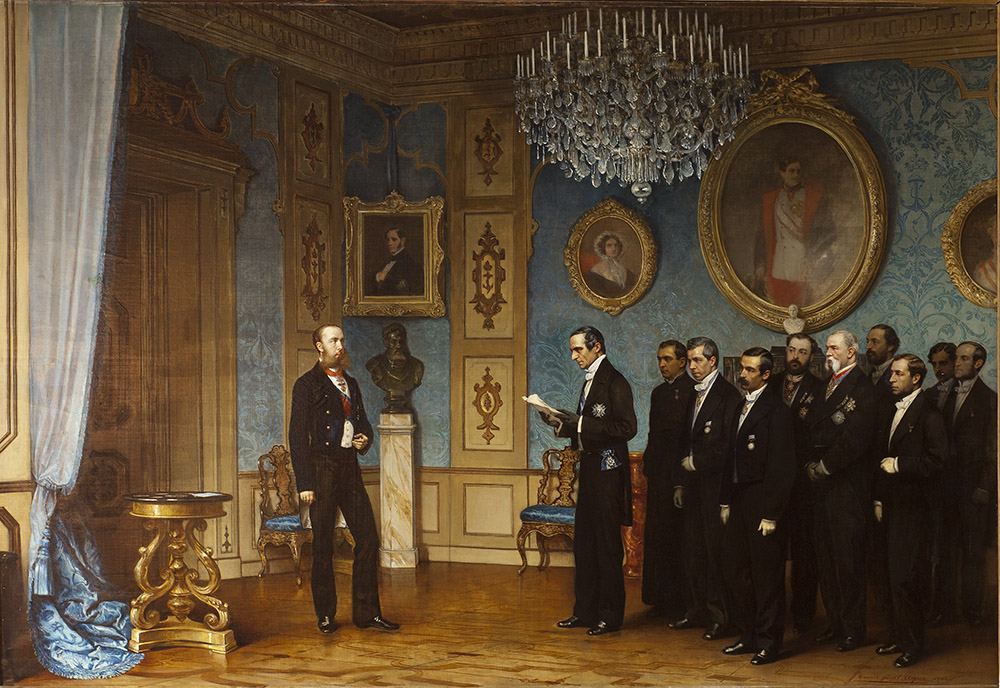
En 1863, el ofrecimiento a Maximiliano de Habsburgo de la Corona Mexicana.

Tiempo después, cuando radicaba en París, recibió la encomienda del gobierno del general Santa Anna para que explorara con las casas reinantes europeas la posibilidad de que un príncipe aceptara la corona mexicana. Para este fin se trasladó a Madrid donde encontró un clima muy favorable a sus propósitos, al punto de que le fue concedida la Gran Cruz de la Orden de Carlos III. No obstante, la guerra civil en España y la caída del gobierno santaannista echaron por tierra sus esfuerzos.
En 1860, establecido Gutiérrez de Estrada en Roma, un grupo de miembros del Partido Conservador Mexicano encabezados por Miguel Miramón y Juan Nepomuceno Almonte llegaron a Francia con la intención de solicitar de las Tullerías su apoyo a fin de que un noble europeo pudiese encabezar un gobierno monárquico en México. Querían también la intervención del emperador de los franceses, Napoleón III en los asuntos políticos de México. Tales comisionados pidieron la ayuda de José María Gutiérrez quien, con alguna reticencia, producto de sus previas experiencias, aceptó contribuir al propósito.
Al fracasar los primeros intentos para que un príncipe francés o español sirviera a los fines de los mexicanos conservadores, José María Gutiérrez de Estrada se acercó en Viena a la Casa de Austria para sondear la posibilidad de su participación en el proyecto. De ahí surgió el nombre de Maximiliano de Habsburgo quien reunió para sí la anuencia del emperador francés. El 3 de octubre de 1863, en el Castillo de Miramar, cercano a la ciudad de Trieste, entonces en la provincia austriaca de Istria, (actualmente Italia), la delegación mexicana encabezada por Gutiérrez de Estrada e integrada por José Hidalgo, Antonio Escandón, Tomás Murphy, Adrián Woll, Ignacio Aguilar y Marocho, Joaquín Velázquez de León, Francisco Javier Miranda, y Ángel Iglesias como secretario, expresó ante el archiduque de la Casa de los Habsburgo la petición de los monarquistas mexicanos para que éste se ciñera la corona mexicana y ocupara el trono de México. 
Tal fue el favor de José María Estrada al Archiduque de Austria que dedicó trabajos escritos para justificar su intervención en el país. Un ejemplo de ello es el libro «Méjico y el Archiduque Fernando Maximiliano de Austria» donde expresa:

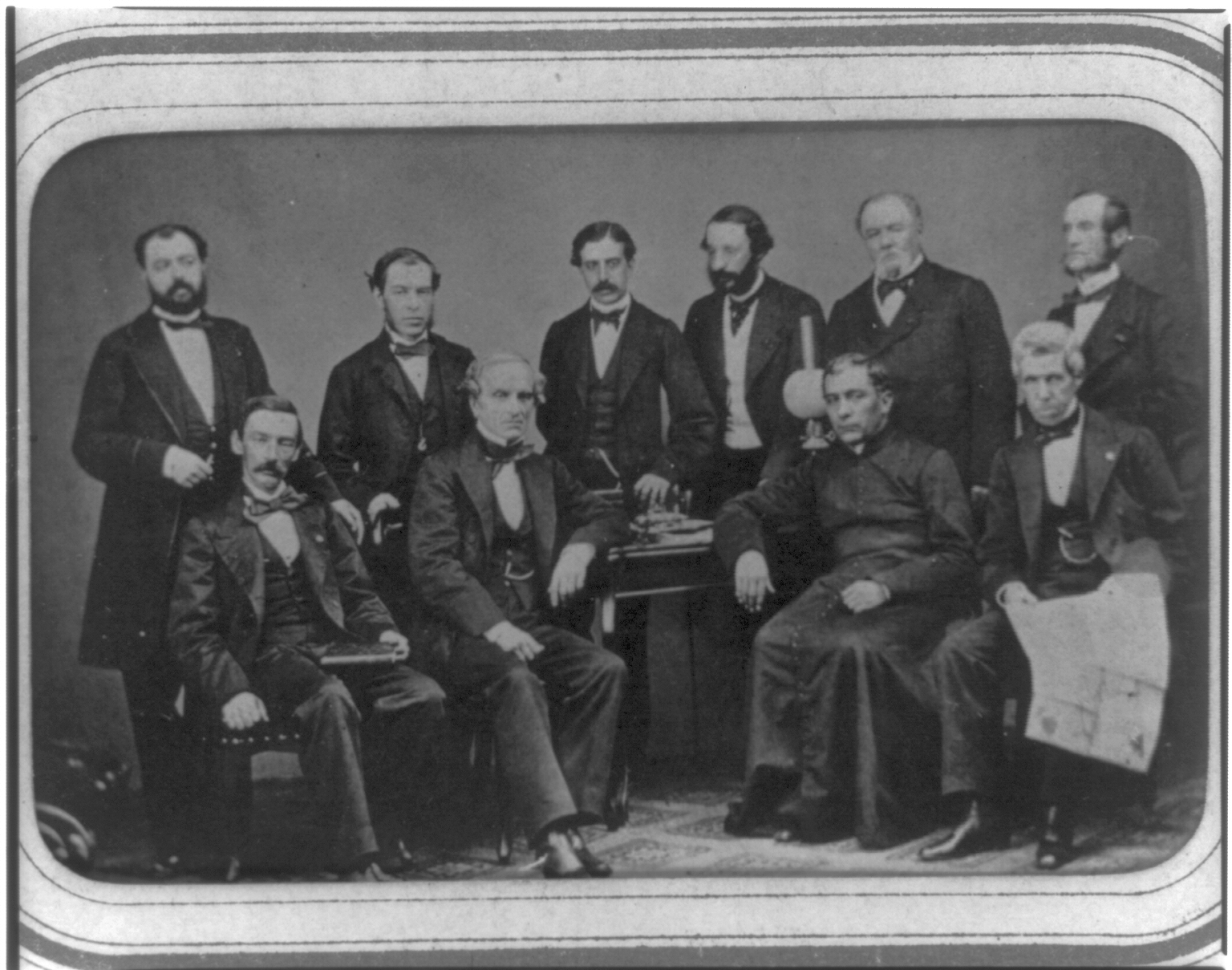
La comisión mexicana en Miramar, sentado segundo de izquierda a derecha José María Gutiérrez de Estrada

"Una frente espaciosa y pura, indicio de una inteligencia superior; sus ojos azules y vivos en que brillan la penetración, la bondad y la dulzura; la expresión de su semblante es tal, que nunca se puede olvidar. El alma se refleja en su rostro; y lo que en [Maximiliano] se lee es lealtad, nobleza, energía, una exquisita distinción y una singular benevolencia."
Maximiliano, luego de embarcarse en la trágica aventura, nombró a José María Gutiérrez como su representante personal ante las potencias europeas, encomienda que este cumplió a cabalidad hasta el 7 de mayo de 1867, fecha en que murió en París, muy poco antes de que cayera definitivamente el Segundo Imperio Mexicano y fuera fusilado en Querétaro Maximiliano I de México.